# Komosa trójkątna
Komosa trójkątna (Oxybasis urbica (L.) S. Fuentes & al.) – gatunek rośliny jednorocznej należący do rodziny szarłatowatych. Występuje w strefie umiarkowanej Europy i Azji, poza tym jako gatunek introdukowany w północnej Europie i Ameryce Północnej. W polskiej florze ma status zadomowionego antropofita.

## Morfologia

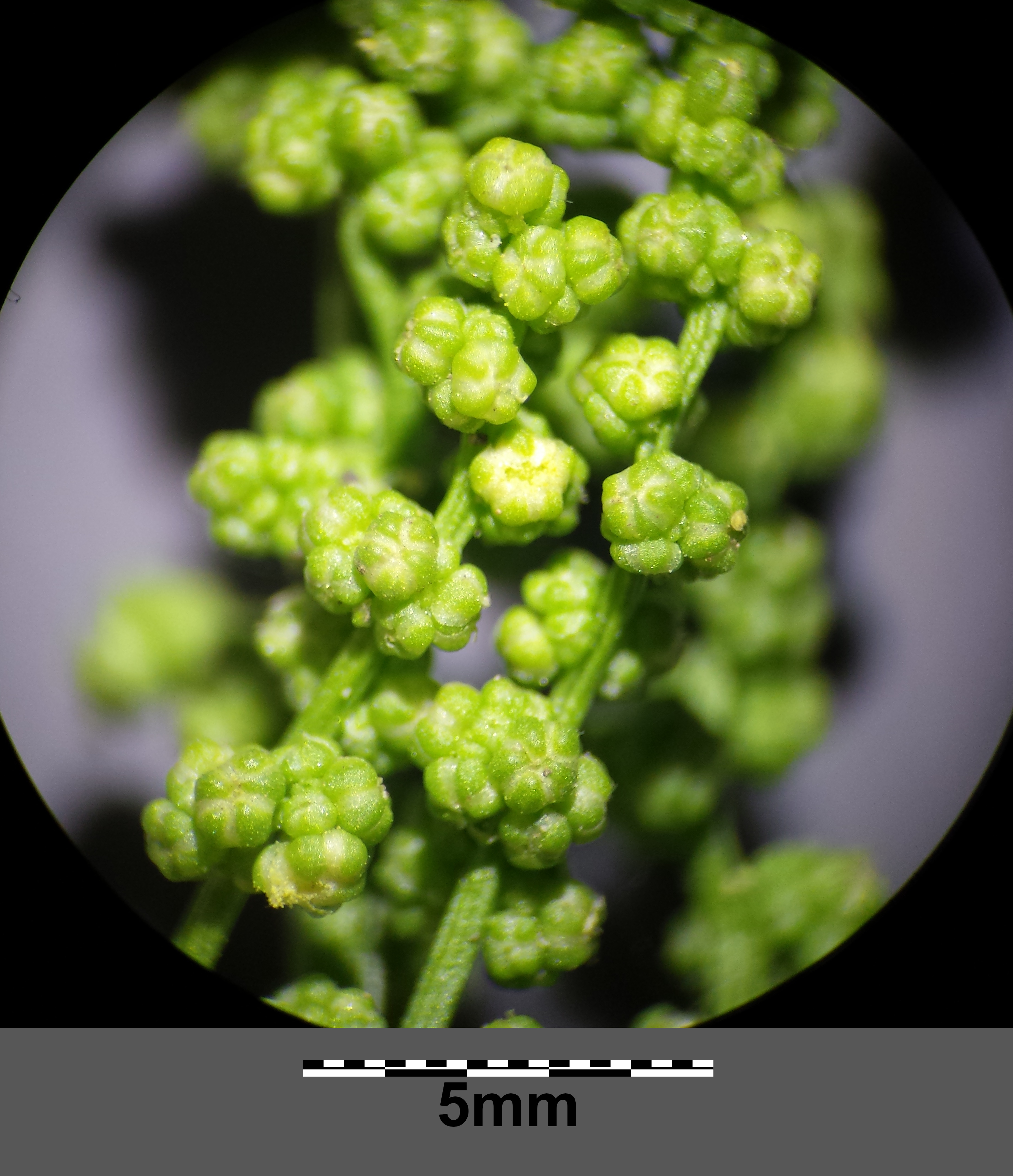
Kwiatostan

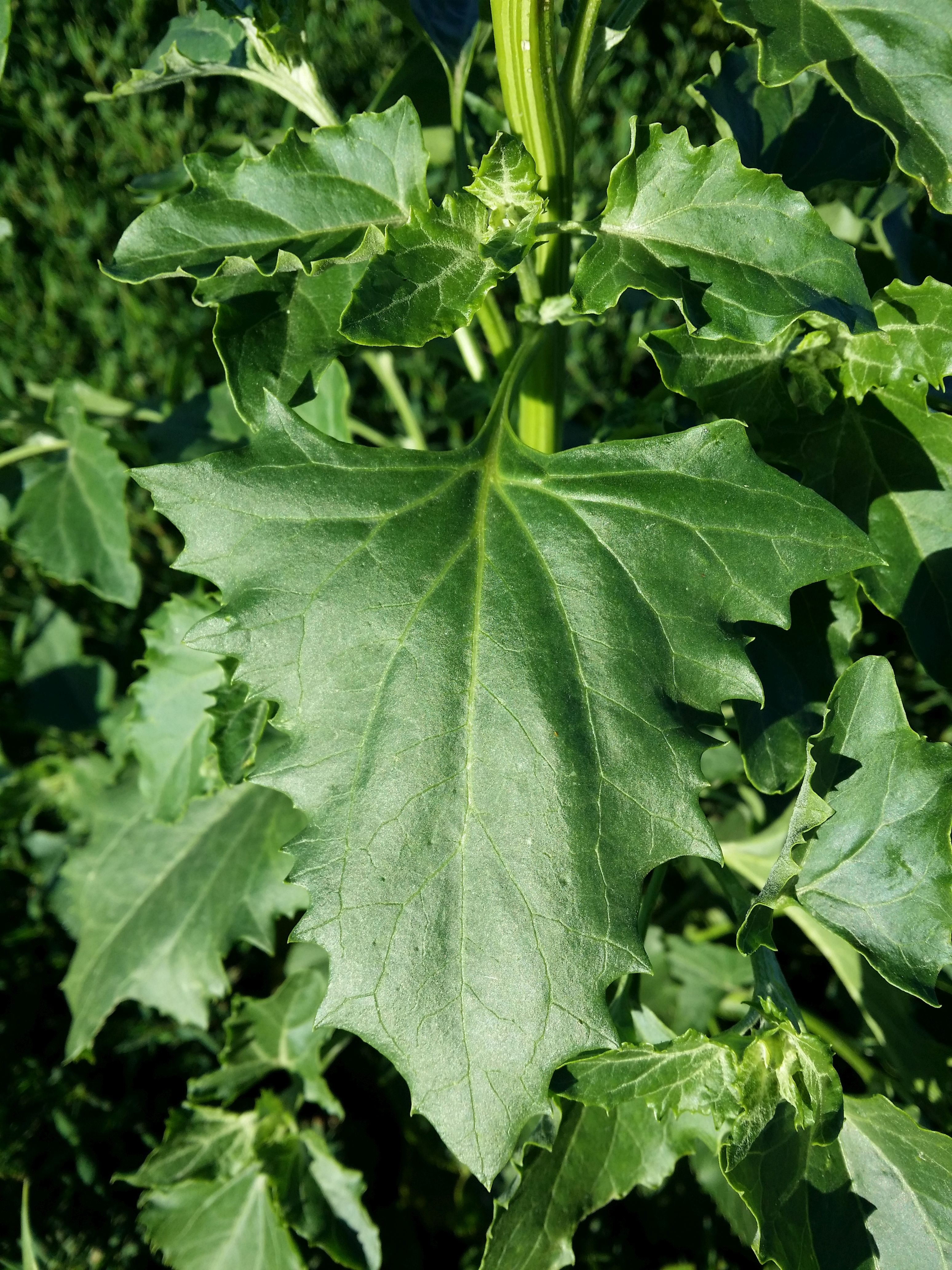
Liść

Łodyga30–60 cm.
LiścieTrójkątne, lśniące.

## Biologia i ekologia
Jest rośliną ruderalną. Kwiat przedsłupny. Kwitnie od lipca do września.

## Zagrożenia i ochrona
Gatunek umieszczony na polskiej czerwonej liście w kategorii EN (zagrożony).